# 楠綾子
楠 綾子（くすのき あやこ、1973年 - ）は、日本の政治学者、国際日本文化研究センター教授。

## 来歴・人物
兵庫県神戸市生まれ。1996年、神戸大学法学部卒業。2004年、同大学院法学研究科日本政治史博士後期課程修了、「戦後日本の安全保障政策の形成、1943-1952年 日米の戦後構想とその相互作用」で博士（政治学）の学位を取得。2010年、関西学院大学国際学部准教授、2015年、国際日本文化研究センター准教授。2022年4月より現職。

## 著作

### 単著
- 『吉田茂と安全保障政策の形成 日米の構想とその相互作用,1943～1952年』ミネルヴァ書房 国際政治・日本外交叢書 2009
- 『現代日本政治史 1 占領から独立へ 1945～1952』吉川弘文館 2013

### 共編著
- 『アジア太平洋戦争の意義 日米関係の基盤はいかにして成り立ったか』杉田米行編著 片桐庸夫,菅英輝,熊谷俊樹,村井良太共著 三和書籍 2005
- 『アジア外交動と静 元中国大使中江要介オーラルヒストリー』若月秀和,神田豊隆,中島琢磨,昇亜美子,服部龍二共編 蒼天社出版 2010
- 『中曽根康弘が語る戦後日本外交』中島琢磨,服部龍二,昇亜美子, 若月秀和,道下徳成,瀬川高央と聞き手 新潮社 2012

## 注
1. ↑  『現代日本政治史』著者紹介
2. ↑  楠綾子
3. ↑  外部リンク参照